# Uncial 067
Uncial 067 (numeração de Gregory-Aland), ε 2 (von Soden), é um manuscrito uncial grego do Novo Testamento. A paleografia data o codex para o século 6.

## Descoberta
Codex contém o texto dos Evangelho segundo Mateus (14,13-16.19-23; 24,37-25,1.32-45; 26,31-45) e Evangelho de Marcos (9,14-22; 14,58-70, em 6 folhas de pergaminho (20 x 15,5 cm), e foi escrito com duas colunas por página, contendo 22 linhas cada. Ele é um palimpsesto, o texto superior está na língua georgiana.
O texto grego desse códice é um representante do texto misto, com predominam o elemento Bizantino. Aland colocou-o na Categoria III.
Actualmente acha-se no Biblioteca Nacional Russa (Gr. 6 III) em São Petersburgo.

## Literatura
- Constantin von Tischendorf, Monumenta sacra et profana I (Leipzig: 1846), pp. XIII-XIX, 1-48.
- Kurt Treu, Die Griechischen Handschriften des Neuen Testaments in der USSR; eine systematische Auswertung des Texthandschriften in Leningrad, Moskau, Kiev, Odessa, Tbilisi und Erevan, T & U 91 (Berlin: 1966), pp. 292-293.
- Leuven Database of Ancient Books